# Các lãnh thổ của Hoa Kỳ

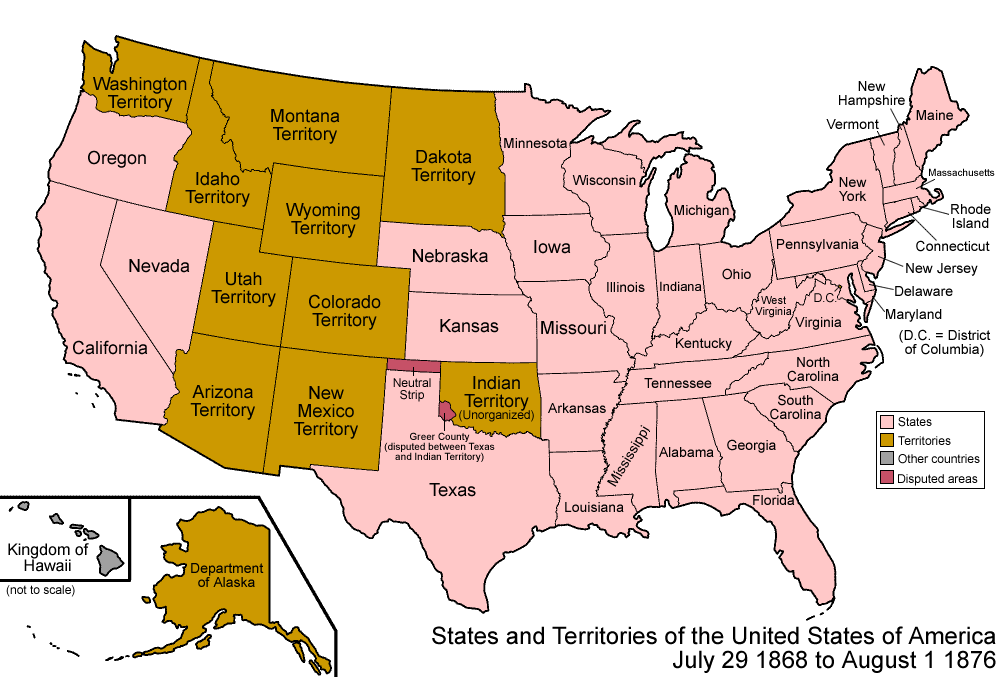
Phân cấp hành chính Hoa Kỳ từ năm 1868 đến 1876 gồm có 9 lãnh thổ được tổ chức và 2 lãnh thổ chưa được tổ chức.

Các lãnh thổ của Hoa Kỳ (tiếng Anh: Territories of the United States) là một loại phân cấp hành chính của Hoa Kỳ, được chính phủ liên bang Hoa Kỳ trực tiếp trông coi và không thuộc bất cứ phần đất nào của một tiểu bang của Hoa Kỳ. Các lãnh thổ này được thành lập để cai quản vùng đất mới mua được, thu được hay chiếm được khi biên cương của Hoa Kỳ trước kia đang trong thời kỳ tiến hóa (thí dụ như mở rộng từ đông sang tây). Các lãnh thổ có thể được xếp loại là "hợp nhất" (một phần không thể chia cắt hay nhượng lại) hay có "chính quyền được tổ chức" (bằng một Đạo luật Tổ chức của Quốc hội Hoa Kỳ hay bằng một hiến pháp lãnh thổ phục vụ như ngành lập pháp khi vùng này tìm cách để trở thành tiểu bang).
Nhiều lãnh thổ hợp nhất có tổ chức của Hoa Kỳ tồn tại từ năm 1789 đến năm 1959 trong đó có 31 lãnh thổ đã xin gia nhập và trở thành các tiểu bang của Hoa Kỳ. Trong tiến trình tổ chức và nâng cấp các lãnh thổ thành tiểu bang, nhiều "lãnh thổ chưa được tổ chức" bị tách ra trơ trọi từ những phần của một lãnh thổ to lớn hơn vì toàn bộ cả lãnh thổ đó không đủ điều kiện để trở thành tiểu bang, thông thường là vì thiếu sự phát triển và mật độ dân cư thưa thớt vào thời gian mà một lá phiếu đều có thể được tính để thỉnh cầu quốc hội ban quyền trở thành tiểu bang.
Hoa Kỳ không có "các lãnh thổ chưa hợp nhất" (cũng còn được gọi là "thuộc địa hải ngoại" hay "vùng quốc hải") cho mãi đến năm 1856 và tiếp tục kiểm soát một vài lãnh thổ như thế cho đến ngày nay.

## Các lãnh thổ hợp nhất và chưa hợp nhất
Một lãnh thổ hợp nhất của Hoa Kỳ là một khu vực xác định nằm dưới quyền pháp lý của Hoa Kỳ mà theo đó Quốc hội Hoa Kỳ quyết định rằng Hiến pháp Hoa Kỳ được áp dụng đối với chính quyền địa phương và cư dân trong lãnh thổ đó (thí dụ như quyền công dân, được xét xử bởi bồi thẩm đoàn) trong hình thức giống như được áp dụng đối với chính quyền địa phương và cư dân của các tiểu bang của Hoa Kỳ. Các lãnh thổ hợp nhất được xem như một phần đất không thể chia cắt khỏi Hoa Kỳ, khác với phần đất được xem chỉ là thuộc địa.
Tất cả lãnh thổ dưới quyền kiểm soát của chính phủ liên bang được xem là một phần của "Hoa Kỳ" cho những mục đích về luật. Từ năm 1901 đến 1905, Tối cao Pháp viện Hoa Kỳ, trong một loạt ý kiến được biết như là "các trường hợp về vùng quốc hải", vẫn luôn cho rằng Hiến pháp Hoa Kỳ mở rộng áp dụng đến các lãnh thổ. Tuy nhiên, tòa án trong các trường hợp này cũng đã thiết lập ra một học thuyết về hợp nhất lãnh thổ. Cũng theo tòa án này, Hiến pháp Hoa Kỳ chỉ được áp dụng hoàn toàn đối với các lãnh thổ hợp nhất như Lãnh thổ Alaska và Lãnh thổ Hawaii trong khi đó nó được áp dụng một phần đối với các lãnh thổ mới/chưa hợp nhất là Puerto Rico, Guam và Philippines.
Theo nghĩa đương thời, thuật từ "lãnh thổ chưa hợp nhất" ám chỉ chủ yếu đến các vùng quốc hải. Hiện nay chỉ có một lãnh thổ hợp nhất, đó là Đảo Palmyra, một lãnh thổ chưa được tổ chức. Ngược lại, một lãnh thổ có thể được tổ chức mà không phải là một lãnh thổ hợp nhất, thí dụ như Puerto Rico có tổ chức chính quyền nhưng không phải là lãnh thổ hợp nhất vì nó có thể tách ra khỏi Hoa Kỳ để trở thành quốc gia độc lập.
Xem các lãnh thổ hợp nhất có tổ chức của Hoa Kỳ và các lãnh thổ chưa hợp nhất của Hoa Kỳ để xem về các mốc thời gian.

## Xếp loại các lãnh thổ hiện tại của Hoa Kỳ

### Các lãnh thổ hợp nhất có tổ chức
Không có từ năm 1959 sau khi hai lãnh thổ là Hawaii và Alaska gia trở thành tiểu bang của Hoa Kỳ.

### Các lãnh thổ hợp nhất chưa được tổ chức

Vị trí các vùng quốc hải:
Hoa Kỳ
incorporated unorganized territory
Lãnh thổ chưa hợp nhất, có tổ chức chính quyền
Tình trạng thịnh vượng chung
Lãnh thổ chưa hợp nhất và chưa được tổ chức chính quyền

- Đảo Palmyra đặc biệt được Hội Bảo tồn Thiên nhiên (Nature Conservancy) làm chủ và được Bộ Nội vụ Hoa Kỳ quản lý. Nó là một dãy quần đảo gồm khoảng 50 hòn đảo nhỏ với diện tích 1,56 dặm vuông Anh (4 km2) là mặt đất, nằm cách đảo Oahu, Hawaii khoảng 1.000 dặm Anh (1.609 km) về phía nam. Hoa Kỳ chiếm đảo (san hô) này bằng cách sáp nhập Cộng hòa Hawaii năm 1898. Khi Lãnh thổ Hawaii được hợp nhất vào ngày 30 tháng 4 năm 1900, đảo Palmyra được hợp nhất vì là một phần của lãnh thổ đó. Tuy nhiên, khi tiểu bang Hawaii được phép gia nhập vào liên bang năm 1959, Đạo luật Quốc hội Hoa Kỳ đã phân cách Đảo Palmyra ra khỏi tiểu bang mới, Hawaii. Palmyra vẫn là một lãnh thổ hợp nhất nhưng không có một chính quyền nào được tổ chức.[6]

Palmyra trước kia (trước 1950) là một căn cứ thủy phi cơ của Hải quân Hoa Kỳ và công ty hàng không Pan American Airlines. Nó có một khách sạn của Pan American được dùng cho các hành khách hàng không dừng lại qua đêm. Nó nằm dọc theo một lộ trình hàng không mà nối liền Hawaii với Samoa thuộc Mỹ, Úc, và các điểm đến khác trong vùng Nam Thái Bình Dương vì các chuyến bay liên tục thời đó không thể nào thực hiện được.
Cũng có "các lãnh thổ" có tình trạng được hợp nhất nhưng không được tổ chức:
- Vùng nước gần bờ biển của Hoa Kỳ, nằm phía ngoài 12 hải lý.
- Các tàu thuyền mang cờ Hoa Kỳ trên biển, hải quân, tuần duyên hay dân sự.

### Các lãnh thổ chưa hợp nhất có tổ chức chính quyền
- Guam (từ năm 1898): cũng là nơi có một căn cứ Hải quân Hoa Kỳ và một căn cứ Không quân Hoa Kỳ.
- Quần đảo Bắc Mariana: trước kia là một Lãnh thổ Ủy thác Liên Hợp Quốc dưới quyền quản trị của Hoa Kỳ, nó tự thiết lập thành một thịnh vượng chung với Hoa Kỳ vào năm 1978.
- Puerto Rico (từ năm 1898): được thiết lập thành một thịnh vượng chung với Hoa Kỳ vào năm 1952.
- Quần đảo Virgin thuộc Mỹ (từ năm 1917): các hòn đảo này được Hoa Kỳ mua lại từ Vương quốc Đan Mạch.

### Các lãnh thổ chưa hợp nhất và chưa được tổ chức
Các đảo trong Thái Bình Dương
- Samoa thuộc Mỹ (từ năm 1898): tự trị địa phương dưới một hiến pháp, lần cuối được sửa đổi là trong năm 1967.
- Đảo Wake: không còn trong phạm vi thẩm quyền của Bộ Hải quân Hoa Kỳ, hiện tại chỉ có các nhân viên dân sự hợp đồng sống trên đó. Hiện nay phần lớn của đảo được dùng làm nơi nương náu hoang dã (khu vực được bảo vệ cho thú hay chim hoang nương náu).
- Đảo Midway: không còn trong phạm vi thẩm quyền của Bộ Hải quân Hoa Kỳ, hiện tại chỉ những người trông coi đảo sinh sống trên đó. Hiện nay phần lớn của đảo được dùng làm nơi nương náu hoang dã
- Đảo Johnston: được Bộ Quốc phòng Hoa Kỳ dùng lần cuối khoảng năm 2005.
- Đảo Baker: hiện nay không có người ở
- Đảo Howland: hiện nay không có người ở
- Đảo Jarvis:hiện nay không có người ở
- Đảo đá Kingman: hiện nay không có người ở

Các đảo trong biển Caribbean
- Bãi Bajo Nuevo: hiện nay không có người ở; cũng bị nhiều quốc gia khác tuyên bố chủ quyền (Colombia, Nicaragua, và Jamaica).
- Bãi Serranilla: hiện tại là nơi đóng quân đồn trú của hải quân Colombia; cũng bị các quốc gia Nicaragua, và Honduras tuyên bố chủ quyền.
- Đảo Navassa: hiện nay không có người ở; Haiti tuyên bố chủ quyền đối với đảo này.

### Khu vực ngoài lãnh thổ Hoa Kỳ
Hoa Kỳ thực thi một số cấp độ về thẩm quyền bên ngoài lãnh thổ của mình đối với các tòa đại sứ, khu vực quân sự hải ngoại và các khu vực thuê mướn như:
- Căn cứ Hải quân Vịnh Guantanamo (từ năm 1903): một khu vực rộng 45 dặm vuông Anh (117 km2) mặt đất cùng với Vịnh Guantánamo, Cuba mà Hoa Kỳ được phép thuê mướn vĩnh viễn.[7] Khu vực này bị chính phủ Cuba tranh chấp. Hoa Kỳ trả tiền thuê hàng năm bằng chi phiếu nhưng chính phủ Cuba từ chối đổi ra tiền mặt các chi phiếu này trong nhiều thập niên.
- Một số mảnh đất khác trên lãnh thổ ngoại quốc được Hoa Kỳ giữ theo khuế ước thuê mướn như các căn cứ quân sự, tùy thuộc vào những điều kiện của một hợp đồng thuê mướn, hiệp ước, hay tình trạng thỏa thuận quân sự với quốc gia chủ nhà.

## Xếp loại các cựu lãnh thổ của Hoa Kỳ và các khu vực do Hoa Kỳ quản lý

### Các cựu lãnh thổ hợp nhất có tổ chức của Hoa Kỳ
Để đọc danh sách đầy đủ, xin xem Các lãnh thổ hợp nhất có tổ chức của Hoa Kỳ.

### Các cựu lãnh thổ chưa hợp nhất của Hoa Kỳ
- Quần đảo Line (? – 1979): Tranh chấp chủ quyền với Vương quốc Anh, tất cả các tuyên bố chủ quyền của Hoa Kỳ được chuyển cho Kiribati khi quốc gia này độc lập vào năm 1979.
- Vùng kênh đào Panama (1903–79): chủ quyền được trao lại cho Panama theo các hiệp định được ký giữa Omar Torrijos và tổng thống Hoa Kỳ Jimmy Carter vào năm 1978; Hoa Kỳ vẫn giữ lại một căn sứ quân sự tại đó và thực tế vẫn kiểm soát kênh đào này cho đến ngày 31 tháng 12 năm 1999.
- Quần đảo Corn (1914–71): được Hoa Kỳ thuê mướn 99 năm theo Hiệp ước Bryan-Chamorro, nhưng chúng được trao trả lại cho Nicaragua ngay sau khi hiệp ước được hủy bỏ vào năm 1970.
- Bãi Roncador (1856–1981): Hoa Kỳ tuyên bố chủ quyền dựa theo Đạo luật đảo phân chim, nhượng lại theo hiệp ước đã ký cho Colombia ngày 7 tháng 9 năm 1981.
- Bãi Quita Sueño (1869–1981): Hoa Kỳ tuyên bố chủ quyền dựa theo Đạo luật đảo phân chim, bỏ tuyên bố chủ quyền theo hiệp định đã ký ngày 7 tháng 9 năm.
- Serrana Bank (?–1981): Hoa Kỳ tuyên bố chủ quyền dựa theo Đạo luật đảo phân chim, nhượng lại theo hiệp ước đã ký cho Colombia ngày 7 tháng 9 năm 1981.
- Quần đảo Thiên Nga (1863–1972) Hoa Kỳ tuyên bố chủ quyền dựa theo Đạo luật đảo phân chim, nhượng lại theo hiệp ước đã ký cho Honduras vào năm 1972.
- Quần đảo Philippine (1902–35); Thịnh vượng chung Philippines (1935–46): Philippines hoàn toàn được độc lập vào ngày 4 tháng 7 năm 1946.
- Quần đảo Phoenix (?–1979): Tranh chấp chủ quyền với Vương quốc Anh, tất cả các tuyên bố chủ quyền của Hoa Kỳ được chuyển cho Kiribati khi quốc gia này độc lập vào năm 1979.

### Các cựu lãnh thổ chưa hợp nhất của Hoa Kỳ được đặt dưới chính quyền quân sự
- Puerto Rico (11 tháng 4 năm 1899 – 1 tháng 5 năm 1900): hoạt động của chính quyền dân sự bắt đầu
- Philippines (14 tháng 8 năm 1898[8] – 4 tháng 7 năm 1901): hoạt động của chính quyền dân sự bắt đầu
- Guam (11 tháng 4 năm 1899 – 1 tháng 7 năm 1950): hoạt động của chính quyền dân sự bắt đầu

### Các khu vực trước đây do Hoa Kỳ quản lý (còn thêm nữa)
- Cuba (11 tháng 4 năm 1899 – 20 tháng 5 năm 1902): được công nhận chủ quyền như Cộng hòa Cuba.
- Philippines (4 tháng 7 năm 1901 - 4 tháng 7 năm 1946): được công nhận chủ quyền như Cộng hòa Philippines.
- Nicaragua bị Hoa Kỳ chiếm đóng từ năm 1912 đến năm 1933.
- Veracruz bị Hoa Kỳ chiếm đóng trong 6 tháng từ 21 tháng 4 năm 1914 đến 23 tháng 11 năm 1914.
- Haiti bị Hoa Kỳ chiếm đóng từ năm 1915 đến 1934.
- Cộng hòa Dominican bị Hoa Kỳ chiếm đóng từ năm 1916 đến 1924 và lẫn nữa từ 1965–1966.
- Lãnh thổ Ủy thác Quần đảo Thái Bình Dương (1947–1986): bao gồm các quốc gia Hiệp ước Liên kết Tự do là (Quần đảo Marshall, Liên bang Micronesia, và Palau) và Quần đảo Bắc Mariana
- Quần đảo Ryukyu (1952–1972): được trả lại cho Nhật Bản gồm có một số tiểu đảo khác theo thỏa ước giữa Hoa Kỳ và Nhật Bản liên quan đến Quần đảo Ryukyu và Quần đảo Daito.[9]
- Quần đảo Nanpo (1945–1968): được trao trả lại cho Nhật Bản theo thỏa hiệp hỗ tương.
- Quần đảo Marcus (hay Minamitorishima) (1945–1968): được trao trả lại cho Nhật Bản theo thỏa hiệp hỗ tương.

### Các vùng khác
- Hoa Kỳ chiếm đóng Greenland (1941–1945)[10]
- Hoa Kỳ chiếm đóng Iceland (1941–1946)[10]
- Các vùng Hoa Kỳ chiếm đóng tại Áo và Viên (1945–1955)
- Vùng Hoa Kỳ chiếm đóng tại Tây Berlin (1945–1990)
- Các vùng Hoa Kỳ chiếm đóng tại Đức (1945–1949)
- Chính phủ Quân sự Đồng minh đặc trách các lãnh thổ bị chiếm đóng kiểm soát toàn bộ các phần đất Ý bị Đồnh minh chiếm được từ cuộc xâm chiếm Sicilia vào tháng 7 năm 1943 cho đến khi có cuộc ngưng bắn với Ý vào tháng 9 năm 1943. Chính phủ quân sự này tiếp tục kiểm soát các khu vực mới vừa được giải phóng từ Ý cho đến cuối Chiến tranh thế giới thứ hai. Chính phủ này cũng tồn tại trong các khu vực giao tranh nằm trong các quốc gia đồng minh như Pháp.
- Lãnh thổ Tự do Trieste (1947-1954) Hoa Kỳ cũng quản lý một phần Lãnh thổ Tự do với Vương quốc Anh.
- Nhật Bản (1945–1952)
- Rhineland (Đức) (1918–1921)
- Nam Hàn (1945–1948)
- Chính phủ Liên minh Lâm thời tại Iraq (2003–2004)
- Vùng Xanh tại Iraq (20 tháng 3 năm 2003 – 31 tháng 12 năm 2008[11])
- Đảo Clipperton (1944–1945), lãnh thổ bị chiếm đóng, được trao trả lại cho Pháp ngày 23 tháng 10 năm 1945